# Бородин, Иван Фёдорович (кавалерист)
Иван Фёдорович Бородин (1925—1945) — Гвардии красноармеец Рабоче-крестьянской Красной Армии, участник Великой Отечественной войны, Герой Советского Союза (1945).

## Биография
Иван Бородин родился в 1925 году в селе Бурычки (ныне — Колпнянского района Орловской области) в крестьянской семье. Получил среднее образование. В 1943 году был призван на службу в Рабоче-крестьянскую Красную Армию. С 1944 года — на фронтах Великой Отечественной войны. К январю 1945 года гвардии красноармеец Иван Бородин был пулемётчиком 7-го гвардейского кавалерийского полка 2-й гвардейской кавалерийской дивизии 1-го гвардейского кавалерийского корпуса 21-й армии 1-го Украинского фронта. Отличился во время освобождения Польши и форсирования Одера.
24 января 1945 года во время боя за город Эренфорст (ныне — Славенцице, Польша) Бородин первым в своём подразделении прорвался на его окраину и огнём пулемёта обеспечил успешное продвижение взвода, уничтожив несколько вражеских солдат и офицеров. Во время форсирования Одера Бородин также первым добрался до западного берега реки и пулемётным огнём прикрывал переправу взвода. В бою он уничтожил 2 пулемёта противника с их расчётами. Во время боёв на плацдарме к северу от города Ратибор (ныне — Рацибуж, Польша) Бородин уничтожил около 50 вражеских солдат и офицеров. В бою был контужен, но поля боя не покинул. 25 апреля 1945 года погиб в бою. Похоронен на юго-восточной окраине населённого пункта Обермушюц (в 10 километрах к юго-востоку от города Риза, Германия).
Указом Президиума Верховного Совета СССР от 27 июня 1945 года красноармеец Иван Бородин был посмертно удостоен высокого звания Героя Советского Союза. Также был награждён орденами Ленина и Отечественной войны 2-й степени.